# Giustina Trivulzio
Giustina Trivulzio (... – Campogalliano, 1590) figlia di Paolo Camillo Trivulzio e di Barbara Stanga; moglie di Sigismondo II d'Este.

## Biografia
Giustina era figlia di Paolo Camillo Trivulzio, I duca di Boiano e di Barbara Stanga; gli avi paterni erano Giovanni Trivulzio dei conti di Borgomanero e Angiola Martinengo, mentre gli avi per via materna erano Marchesino Stanga, conte di Castelnuovo Bocca d’Adda e Giustina Borromeo. 
Giustina sposò nel 1533 Sigismondo II d'Este, figlio di Ercole d'Este e di Angela Sforza; il marito era Signore di San Martino, conte di Corteolona e Signore del Vicariato di Belgioso e ricoprì la carica di Governatore di Pavia. Il loro matrimonio porterà in dote al ramo degli Este di San Martino (linea sigismondina), il Marchesato di Borgomanero e Porlezza.
Giustina, dopo la morte del marito nel 1561 e fino alla morte nel 1590, risiederà nei territori del feudo di San Martino, amministrando con fermezza le sorti della famiglia e combinando due matrimoni molto importanti: la primogenita Sigismonda infatti sposò Paolo Sfondrati, conte del Sacro Romano Impero, che era fratello di quel Niccolò Sfrondrati, Vescovo di Cremona, che diventerà Papa Gregorio XIV, mentre il figlio Filippo, sposò Maria di Savoia, figlia legittimata del duca Emanuele Filiberto di Savoia, che porterà in dote il territorio di Crevacuore, successivamente permutato con il Marchesato di Lanzo con le altre terre della Valle.
Morì nel 1590 a Campogalliano. I suoi resti trasportati dapprima nella vecchia Chiesa di San Martino in Rio, dopo l'abbattimento di questa, furono posti nella Cappella Estense della Collegiata dei Santi Martino e Venerio di San Martino in Rio, dove ancora oggi esiste iscrizione.

## Discendenza
Dal matrimonio con Sigismondo II d'Este; dal matrimonio nacquero sei figli:
- Sigismonda (1534 - dopo il 1590), sposò nel 1556 Paolo Sfondrati (1538 - 23 aprile 1587), conte della Riviera e fratello di papa Gregorio XIV;
- Renata (1536 - ?), monaca a Reggio;
- Filippo (1537 - 1592), 1º marchese di San Martino in Rio, 2º marchese di Borgomanero e Porlezza, 1º marchese di Lanzo, 3º conte di Corteolona, signore di Campogalliano e Castellarano. Signore del Vicariato di Belgioioso;
- Filiberto (1540 - 1550);
- Matilde (1545 - ?), monaca a Reggio;
- Barbara (1553 - 1596), sposò Francesco Trivulzio di Melzo (morto nel 1578).